# Myweiler
Myweiler bzw. Mywiler (früher auch: Münchwiler; westallgäuerisch: Mywilar) ist ein Gemeindeteil der Gemeinde Opfenbach im bayerisch-schwäbischen Landkreis Lindau (Bodensee).

## Geografie
Das Dorf liegt circa zwei Kilometer nordöstlich des Hauptorts Opfenbach und es zählt zur Region Westallgäu.

## Ortsname
Der Ortsname stammt vom Personennamen Meginbreht ab.

## Geschichte
Myweiler wurde erstmals im Jahr 872 als Meginbrehteswilare urkundlich erwähnt. 1732 wurde die Dreifaltigkeitskapelle erbaut. 1770 fand die Vereinödung in Myweiler mit neun Teilnehmern statt.

## Baudenkmäler
Siehe: Liste der Baudenkmäler in Myweiler

## Persönlichkeiten
- Barys Kit (1910–2018), belarussischer Mathematiker, Physiker, Chemiker und Philosoph, lebte in Myweiler